# Ausfallschritt

Ausfallschritt

Der Ausfallschritt ist eine klassische sportliche Übung, die der Entwicklung des Quadrizeps (Musculus quadriceps femoris) dient.

## Ausführung
Man stehe aufrecht und halte die Füße beisammen und die Hände auf den Hüften. Hierauf trete man mit dem rechten Fuß nach vorne und beuge das rechte Knie, um den Körper weit herabzulassen, bis das linke Knie den Boden berührt. Der Rücken und das linke Bein sind hierbei möglichst gerade zu halten. Anschließend führt man den Körper wieder in die Ausgangsstellung zurück und wiederholt die Bewegung spiegelsymmetrisch, indem man mit dem linken Fuß vortritt.

## Varianten

Ausfallschritt mit Langhantel

- Bulgarischer Ausfallschritt (Der hintere Fuß wird auf einem Podest abgelegt)
- Ausfallschritt nach hinten (Die Bewegung wird Rückwärts ausgeführt)
- Gehende Ausfallschritte (Die Bewegung wird mit Voranschreiten und nicht auf der Stelle ausgeführt)
- Stoßen mit Ausfallschritt (Eine Langhantel wird nach oben gestoßen, worauf man in den Ausfallschritt springt)
- Ausfallschritt zur Seite (Die Bewegung wird seitlich ausgeführt)

## Zusatzgewichte

Ausfallschritt mit Kurzhanteln

Es ist möglich diese Übung und ihre Varianten mit einer Langhantel auf den Schultern, mit zwei Kurzhanteln in beiden Händen, oder gänzlich ohne Gewichte zu gestalten. Da die Übung den Lendenwirbel stark beansprucht ist es für Anfänger ratsam sie zunächst ohne Gewichte auszuführen. Senioren stützen sich oft seitlich ab. Geübte verwenden eine 20 kg Langhantel oder zwei 10 kg Kurzhanteln. Fortgeschrittene eine 50 kg Langhantel oder zwei 25 kg Kurzhanteln. Professionelles Krafttraining beginnt bei einer 80 kg Langhantel oder zwei 40 kg Kurzhanteln.

## Wiederholungen
Für den Muskelaufbau sind etwa 8 bis 10 Wiederholungen nach beiden Seiten angebracht.

## Anwendung

Praktische Anwendung beim Fechten

- Der Ausfallschritt nach vorne findet vor allem beim Fechten Anwendung.
- Der Ausfallschritt nach vorne wird im Eiskunstlauf angewendet.
- Der Ausfallschritt wird im Ballett angewendet.
- Der Ausfallschritt wird beim Militär angewendet.
- Der Ausfallschritt wird beim Yoga angewendet (Ashwa Sanchalanasana).